# Drymonia latifolia
Drymonia latifolia är en tvåhjärtbladig växtart som först beskrevs av Henry Hurd Rusby, och fick sitt nu gällande namn av Rodr.-flores och L.E. Skog. Drymonia latifolia ingår i släktet Drymonia och familjen Gesneriaceae. Inga underarter finns listade i Catalogue of Life.